# Лобское (посёлок)
Ло́бское — посёлок в составе Повенецкого городского поселения Медвежьегорского района Республики Карелия Российской Федерации.

## Общие сведения
Расположен на автодороге Медвежьегорск—Пудож.

## Население
Численность населения в 1905 году составляла 57 человек.
| 2002 | 2010 | 2013 |
| ---- | ---- | ---- |
| 19   | ↘6   | →6   |